# Enfrentamientos en la frontera entre Rusia y Ucrania de 2022-2023
Los enfrentamientos en el noreste de la frontera entre Rusia y Ucrania de 2022 son una serie de escaramuzas fronterizas a lo largo de los límites internacionales de ambos países, desde donde anteriormente se había desarrollado la campaña de Ucrania central. Comenzó el 6 de abril de 2022 cuando el ejército ucraniano bombardeó la óblast de Kursk de Rusia con morteros y múltiples lanzacohetes en toda la región. Los funcionarios ucranianos dicen que los ataques al otro lado de la frontera ocurren todos los días.

## Fondo
El 4 de abril, las fuerzas rusas se habían marchado y retirado de la Óblast de Sumy como parte del fracaso general de la ofensiva rusa hacia Kiev, pero los bombardeos continuaban al otro lado de la frontera.

## Incidentes
El gobernador de la óblast de Kursk anunció que el 6 de abril un puesto fronterizo en el raión de Sudzhansky había sido bombardeado, según informes, por fuerzas ucranianas. El 9 de abril, se anunció que otro puesto fronterizo había sido bombardeado, esta vez en Yelizavetovka.
Según funcionarios ucranianos, las fuerzas rusas bombardearon la frontera entre Rusia y Ucrania y dañaron gravemente 2 aldeas. Se dispararon más de 30 morteros desde el asentamiento ruso de Gorodishche.
Las fuerzas rusas comenzaron a bombardear el Raión de Shostka con lanzacohetes el 8 de mayo. Las fuerzas rusas también destruyeron un cementerio judío.
El 12 de mayo, un civil murió debido al bombardeo.
El 13 de mayo, Rusia disparó contra una aldea fronteriza en el raión de Shostka utilizando misiles aéreos no guiados.
Mientras continuaban los bombardeos, las fuerzas rusas derrotaron a algunos elementos de la Guardia fronteriza de Ucrania y entraron en Shostka el 16 de mayo. La lucha continuó hasta el 17 de mayo, cuando finalmente fueron expulsados.
El 21 de mayo, 6 ataques aéreos y de artillería rusos alcanzaron el asentamiento fronterizo de Kucherivka.
Los aviones de guerra rusos atacaron dos aldeas en Shostka el 24 de mayo.
El 28 de mayo, aviones de combate rusos atacaron la frontera con Ucrania y comenzaron a disparar morteros desde la aldea rusa de Troebortnoe.
Las fuerzas rusas utilizaron flechillas en las aldeas fronterizas del raión de Shostka el 30 de mayo. Las flechitas se utilizaron previamente para matar a civiles en Bucha durante la Batalla de Bucha a principios de la guerra. Las fuerzas rusas bombardearon un pueblo toda la noche. Según Kyiv Independent, las fuerzas rusas bombardearon la frontera más de 20 veces desde la aldea rusa de Zyornovo.
El 4 de junio, aviones rusos destruyeron una localidad en la frontera con 6 misiles que se estaban desplegando en Nikolaevka. Tres horas después, hubo explosiones en el Raión de Velyka Pysarivka en la óblast de Sumy. También se informó de bombardeos en Raión de Nóvgorod-Síversky en la óblast de Chernígov.
El 8 de junio, las fuerzas rusas destruyeron un edificio del Control Fronterizo de Ucrania desde el puesto de control fronterizo ruso de Troebortnoe.
Las fuerzas rusas dispararon 7 veces el 10 de junio. Los morteros y la artillería fueron disparados desde Zyornovo y Strachevo en la óblast de Briansk. Unas cuatro aldeas fueron destruidas en las regiones de Sumy y Chernígov.
El 19 de junio, las fuerzas rusas dispararon morteros contra la ciudad de Seredina-Buda en la óblast de Sumy. Se provocó un gran incendio y los residentes tuvieron que evacuar la ciudad.
Las fuerzas rusas dispararon misiles desde Bielorrusia hacia la ciudad de Desna en la óblast de Chernígov el 25 de junio. Alrededor de 20 fueron fusilados.
Una persona murió y otra resultó herida cuando las tropas rusas dispararon contra Yunakivka, Bilopillia, Krasnopillia y Shalyhyne el 26 de junio en la óblast de Sumy. Se lanzaron alrededor de 150 proyectiles, siendo Krasnopillia la que más sufrió, como dijo Zhyvytskyi, "fue destruida".
El 27 de junio, el gobernador Dmytro Zhyvytskyi declaró que los rusos atacaron las cromadas de Krasnopillia y Bilopillia, dejando a una persona herida.
Se escucharon disparos en Krasnopilla, Velyka Pysarivka y Khotin el 30 de junio. Se dispararon alrededor de 70 tiros en Krasnopilla, 10 ataques con misiles en Velyka Pysarivka y morteros de 120 mm en Khotin. También se informó de ataques con morteros en Semenivka.
Las fuerzas rusas dispararon con artillería y morteros en Sumy, tres veces el 3 de julio. Las fuerzas rusas dispararon contra Shalyhyne en Raión de Shostka con 12 ataques registrados. Luego, las tropas rusas dispararon contra Esman. Más tarde ese día, 14 proyectiles de mortero fueron lanzados nuevamente sobre Shalyhyne.
El 4 de julio, un helicóptero ruso disparó contra una escuela de Esman.
El 5 de julio, las tropas rusas lanzaron un ataque con misiles en la ciudad de Shostka en el que se destruyeron empresas privadas y se dañaron alrededor de 24 edificios residenciales. Las fuerzas rusas también dispararon contra Semenivka en la óblast de Chernígov.
Las fuerzas rusas dispararon contra Shalyhyne, Bilopillia, Znob-Novhorodske y Krasnopillia el 12 de julio y Krasnopillia fue alcanzada dos veces con lanzacohetes.
El 13 de julio, bombardearon cuatro aldeas en la óblast de Sumy.
El 16 de julio, las fuerzas rusas destruyeron una granja y una escuela en Esman.
El 17 de julio, las tropas rusas bombardearon Velyka Pysarivka, Krasnopillia, Khotin, Bilopillia, Shalyhyne, Nova Sloboda, Esman y Seredyna-Buda en Sumy Oblast, así como Snovsk en la óblast de Chernígov.
Se informó de explosiones en Hlukhiv el 18 de julio. Shalyhyne también sufrió ataques al igual que Khotin. Mykolayivka sufrió ataques de MLRS.
El 24 de julio, las fuerzas rusas dispararon 12 veces contra la óblast de Sumy, principalmente contra las aldeas de Shalyhyne, Mykolaivka, Bilopillia, Khotin, Yunakivka y Krasnopillia. Según los informes, una persona murió y dos aviones militares dispararon contra Nicolaiev. Más tarde ese mismo día, funcionarios ucranianos admitieron que las óblasts de Sumy y Chernígov fueron atacados todos los días.
Se escucharon explosiones al otro lado de la frontera con la óblast de Sumy, donde se reportaron 55 el 26 de julio. Una mujer resultó herida. Los pueblos atacados fueron Esman, Krasnopil y Seredino-Budsk. También se escucharon explosiones en la óblast de Chernígov Se reportaron más de 20 explosiones.
Las fuerzas rusas bombardearon la óblast de Sumy, 44 veces el 28 de julio. El mismo día, las fuerzas rusas en territorio bielorruso lanzaron misiles sobre Honcharivska en la óblast de Chernígov.
Las tropas rusas bombardearon fuertemente Semenivka en la óblast de Chernígov el 29 de julio. El edificio administrativo de la ciudad sufrió graves daños.